# Truth Hurts
«Truth Hurts» — песня американской хип-хоп-исполнительницы Лиззо, выпущенная 19 сентября 2017 года лейблами Nice Life и Atlantic Records.
Непосредственно после выхода в свет песня не попала в чарты, но позже стала популярной благодаря распространению в вирусном видео на сервисе TikTok; после выхода третьего студийного альбома Лиззо Cuz I Love You песня попала в хит-парады и возглавила чарт Billboard Hot 100. Успеху песни также способствовало её появление в фильме Кто-то классный (2019). Видеоклип к песне набрал более 99 миллионов просмотров на YouTube.

## Информация о песне
В музыкальном плане композиция представляет фортепианный луп. В тексте песни рассказывается о проблемах в романтических отношениях. Радиостанция WIXX, находящаяся в Грин-Бее и транслирующая у себя в эфире матчи по американскому футболу, отредактировала аудиозапись песни, убрав упоминание о футбольной команде Миннесота Вайкингс из-за принципиального соперничества клуба с домашней командой Грин-Бей Пэкерс. Изменения были внесены с разрешения лейбла Atlantic Records/
В феврале 2019 года песня зародила интернет-мем на сервисе TikTok, где пользователи стали создавать свои пародийные видео на строки из песни «I just took a DNA test, turns out I’m 100 %», изображая стереотипы, связанные с различными национальностями и идентичностями. Сама Лиззо также выложила подобное видео на официальный канал iHeartRadio на TikTok.
Песня достигла коммерческого успеха через два года после релиза, в 2019 году она смогла попасть в хит-парад Billboard Hot 100, а затем возглавить его. Песня также вошла в хит-парады Канады (8 место), Великобритании, Бельгии, Новой Зеландии, Австралии.
Видеоклип на песню «Truth Hurts» был создан при участии Брук Кэнди. В клипе певица выступает в роли невесты, а в конце выходит замуж за саму себя.

## Критика
В рецензии от издания Pitchfork говорится о том, что харизма певицы позволяет ей выделиться на фоне других исполнителей.Положительный отзыв был дан и журналом DIY.

## Список композиций
Digital download
1. «Truth Hurts» — 2:53
2. «Truth Hurts» (DaBaby Remix) (featuring DaBaby)[31] — 3:17
3. «Truth Hurts» (CID Remix) — 2:58

## Позиции в чартах
| Чарт (2019)                                | Наивысшая позиция |
| ------------------------------------------ | ----------------- |
| Австралия (ARIA)                           | 18                |
| Бельгия/Фландрия (Ultratip Bubbling Under) | 2                 |
| Бельгия/Фландрия (Ultratop Urban)          | 9                 |
| Бельгия/Валлония (Ultratip Bubbling Under) | 30                |
| Бельгия Urban (Ultratop Wallonia)          | 32                |
| Канада (Billboard Canadian Hot 100)        | 8                 |
| Канада (Billboard CHR/Top 40)              | 11                |
| Канада (Billboard Hot AC)                  | 47                |
| Китай China Airplay/FL (Billboard)         | 24                |
| Чехия (Singles Digitál Top 100)            | 66                |
| Франция Downloads (SNEP)                   | 167               |
| Ирландия IRMA                              | 15                |
| Нидерланды (Single Top 100)                | 78                |
| Новая Зеландия Recorded Music NZ           | 5                 |
| Шотландия (OCC Scotland)                   | 25                |
| Словакия (Singles Digitál Top 100)         | 38                |
| Швеция Heatseeker (Sverigetopplistan)      | 2                 |
| Швейцария (Schweizer Hitparade)            | 94                |
| Великобритания (OCC UK Singles)            | 30                |
| Великобритания (OCC UK Hip Hop/R&B)        | 16                |
| США (Billboard Hot 100)                    | 1                 |
| США (Billboard Adult Pop Airplay)          | 18                |
| США (Billboard Dance/Mix Show Airplay)     | 1                 |
| США (Billboard Dance Club Songs)           | 34                |
| США (Billboard Hot R&B/Hip-Hop Songs)      | 1                 |
| США (Billboard Pop Airplay)                | 2                 |
| США (Billboard Rhythmic)                   | 1                 |
| США Rolling Stone 100                      | 1                 |

## Сертификации
| Регион | Сертификация  | Продажи   |
| --- | ------------- | --------- |
| Австралия (ARIA) | Платиновый    | 70 000    |
| Канада (Music Canada) | 2× Платиновый | 160 000   |
| Новая Зеландия (RMNZ) | Платиновый    | 30 000    |
| Великобритания (BPI) | Платиновый    | 600 000   |
| США (RIAA) | 2× Платиновый | 2 000 000 |
| * Данные о продажах приведены только на основе сертификации. · ^ Данные о тиражах приведены только на основе сертификации. · Данные о продажах + прослушиваниях приведены только на основе сертификации. |               |           |

## Хронология издания
| Страна | Дата             | Формат           | Лейбл    | Ссылка |
| ------ | ---------------- | ---------------- | -------- | ------ |
| Мир    | 19 сентября 2017 | Цифровой контент | Atlantic | [ 29 ] |
| США    | 28 мая 2019      | Top 40 radio     | Atlantic | [ 64 ] |